# Kazár, Nógrád
Kazár  este un sat în districtul Salgótarján, județul Nógrád, Ungaria, având o populație de 1.906 locuitori (2011). 

## Demografie
Componența etnică a satului Kazár
     Maghiari (93,44%)
     Romi (6,04%)
     Necunoscut (0,52%)
     Alții (0,52%)
Componența confesională a satului Kazár
     Romano-catolici (45,28%)
     Fără religie (28,54%)
     Reformați (1,31%)
     Necunoscută (23,66%)
     Alte religii (3,57%)
Conform recensământului din 2011, satul Kazár avea 1.906 locuitori. Din punct de vedere etnic, majoritatea locuitorilor (93,44%) erau maghiari, cu o minoritate de romi (6,04%). Apartenența etnică nu este cunoscută în cazul a 0,52% din locuitori. Nu există o religie majoritară, locuitorii fiind romano-catolici (45,28%), persoane fără religie (28,54%) și reformați (1,31%). Pentru 23,66% din locuitori nu este cunoscută apartenența confesională.